# You (branche terrestre)
Pour les articles homonymes, voir You.
You ou Yeou (酉, pinyin : yǒu) est la dixième branche terrestre du cycle sexagésimal chinois, précédée par shen et suivie par xu.
Dans l'astrologie chinoise, you correspond au signe du coq.  Dans la théorie des cinq éléments, you est de l'élément métal, et dans la théorie du yin et du yang, du yin. En tant que point cardinal, you représente l'ouest.
Le mois du you correspond au 8e mois du calendrier lunaire chinois et l’heure du you, ou « heure du coq » à la période allant de 17 h à 19 h.

## Combinaisons dans le calendrier sexagésimal
Dans le cycle sexagésimal chinois, la branche terrestre you peut s'associer avec les tiges célestes gui, yi, ding, ji et xin pour former les combinaisons :
- Guiyou
- Yiyou
- Dingyou
- Jiyou
- Xinyou